# Zeuctoboarmia phantasma
Zeuctoboarmia phantasma là một loài bướm đêm trong họ Geometridae.